# Det Samfundsvidenskabelige Fakultet (Syddansk Universitet)
 For alternative betydninger, se Det Samfundsvidenskabelige Fakultet. (Se også artikler, som begynder med Det Samfundsvidenskabelige Fakultet)
Det Samfundsvidenskabelige Fakultet er et af fem fakulteter ved Syddansk Universitet og har som opgave at uddanne og forske indenfor samfundsvidenskab. Forsknings- og undervisningsaktiviteterne er fordelt på campusser i Odense, Sønderborg, Esbjerg, Kolding og Slagelse – størstedelen er placeret i Odense.
Fakultetet har over 9.000 studerende og 525 medarbejdere. Fakultetet huser fem institutter, og aktiviteterne på det erhvervsøkonomiske område er samlet i Syddansk Universitet Business School.
Uddannelserne tæller bl.a. erhvervsøkonomi, økonomi, journalistik, jura og statskundskab. I 2011 udbød man for første gang kandidatuddannelsen i international sikkerhed og folkeret (cand.soc.). Desuden tilbydes en række efter- og videreuddannelser, herunder HD og masteruddannelser eksempelvis MBA, Master of Public Management og fleksibel master i offentlig ledelse.
I alt udbydes 16 bacheloruddannelser og 32 kandidatuddannelser - hvoraf de tre er erhvervskandidatuddannelser.
Fakultetet ledes af dekan Hanne Søndergaard Birkmose.